# Protocyon
Protocyon ist eine mittelgroße Gattung der Hunde (Canidae), die im Pleistozän Südamerikas lebte und vor etwa 10.000 Jahren ausstarb.
Protocyon bewohnte die Grasländer Südamerikas bis zum Ende des Pleistozän und war ein hochspezialisierter Fleischfresser. Dabei dürfte er sich vor allem von den zahlreichen Hirsch-, Kamel- und Pekariarten, sowie von Wildpferden ernährt haben, die die Grasgebiete Südamerikas im Pleistozän bevölkerten. Möglicherweise erbeutete er auch die Jungtiere noch größerer Arten.
Die Gattung ist in drei fossilen Arten bekannt, die sich jeweils geographisch vertreten haben.
- Protocyon troglodytes, Brasilien
- Protocyon orcesi, Ecuador
- Protocyon scagliarum, Argentinien

Eine ähnliche Form stellt die ebenfalls ausgestorbene Gattung Theriodictis dar.